# 吴作人

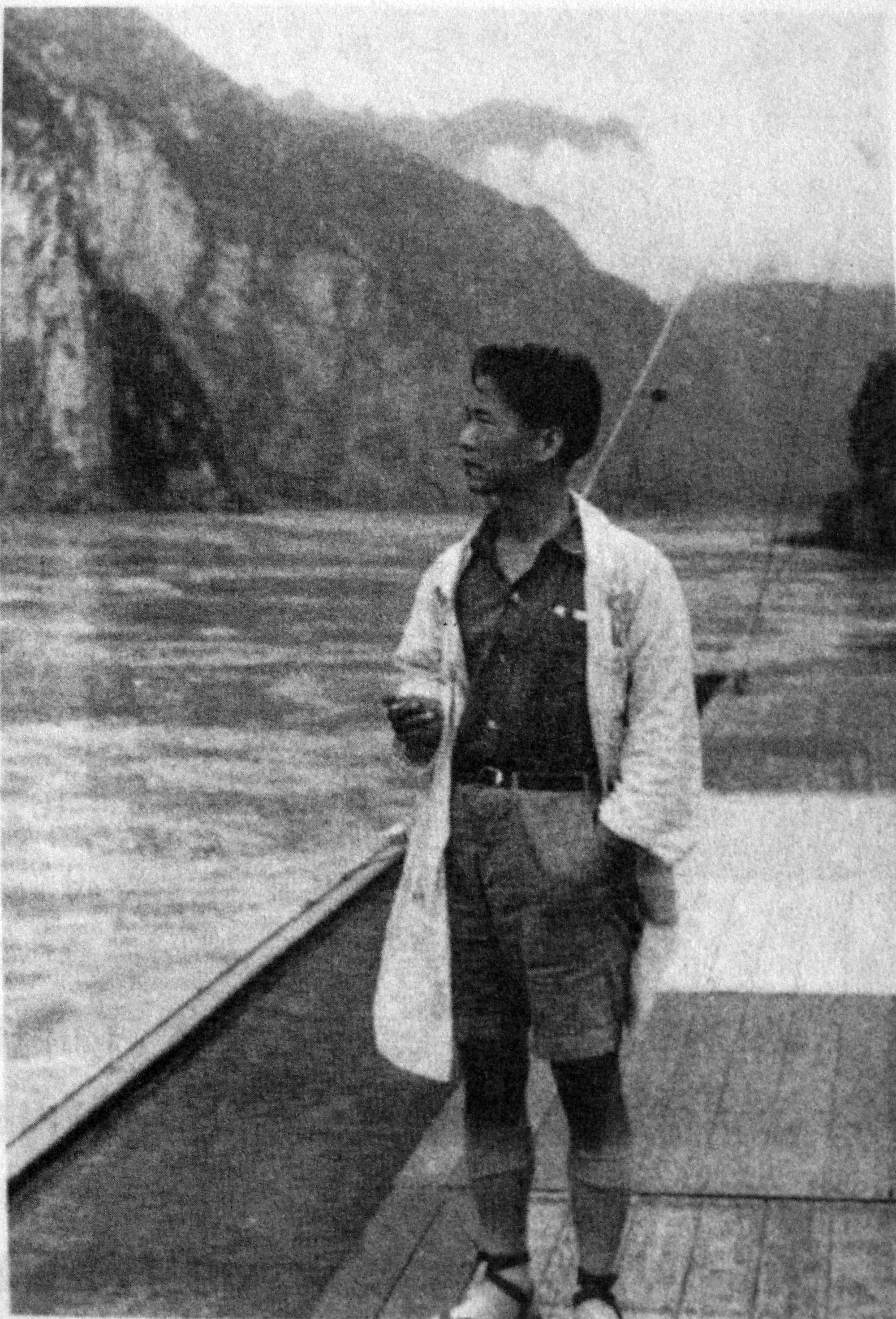
1938年5月吴作人写生途中船过长江三峡

吴作人（1908年11月3日—1997年4月9日），男，原籍安徽泾县，生于江苏苏州，中国画家，在油画和中国画方面均有很高造诣。

## 生平
吴作人原籍安徽省泾县茂林村，1908年生于江苏省苏州市。1927年，就读上海艺术大学美术系，为徐悲鸿所赏识，后又转到南国艺术学院美术系，1928年随徐悲鸿到国立中央大学艺术系学习。1930年赴欧洲留学。1935年回国。1960年任中央美术学院教授、第一任教务长，后曾任副院长、院长和名誉院长。对中国美术教育贡献突出，王明明、陈玉先、刘大为等画家都曾求教于他。
他还曾是中国民主同盟的中央委员、中国美术家协会主席、中国全国人大常委会委员。出资创办了公益组织吴作人国际美术基金会。文化大革命时期，尤其是批“黑画”运动期间，遭到批斗和迫害。1984年，获授“艺术与文学最高勋章”（法国政府文化部）。
1997年，病逝于北京。

## 家庭

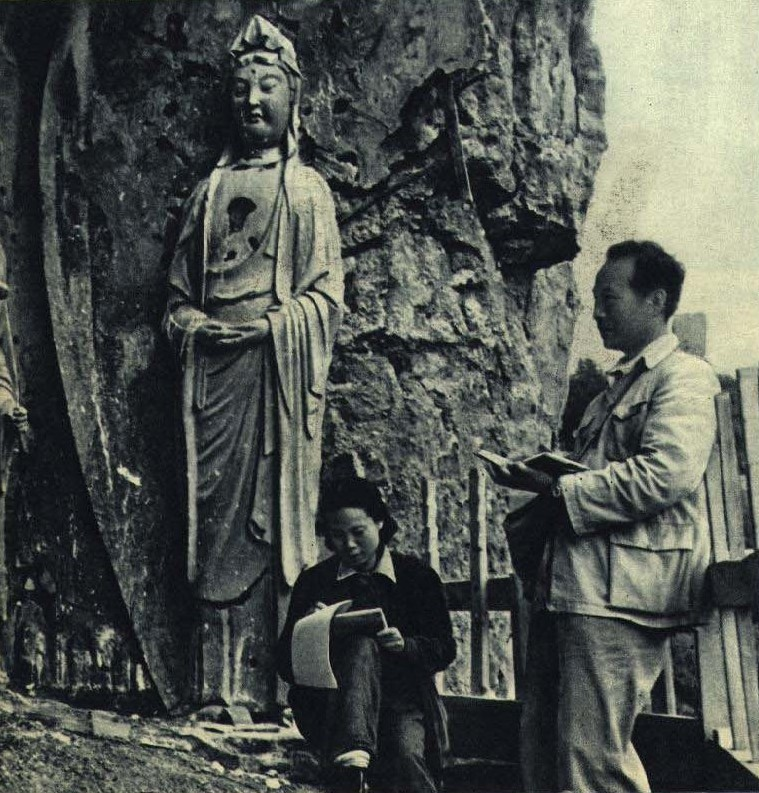
1962年，吴作人、萧淑芳夫妇在麦积山石窟

- 第一任妻子：李娜，比利时籍人，1939年底在中央大学的时候，因产后虚弱多病，加之日军对陪都重庆的大轰炸折磨，不幸早逝。
- 第二任妻子：萧淑芳，画家。